# Leucania decolor
Leucania decolor är en fjärilsart som beskrevs av W. Warren 1913. Leucania decolor ingår i släktet Leucania och familjen nattflyn. Inga underarter finns listade i Catalogue of Life.